# Agalenocosa bryantae
Agalenocosa bryantae là một loài nhện trong họ Lycosidae.
Loài này thuộc chi Agalenocosa. Agalenocosa bryantae được Carl Friedrich Roewer miêu tả năm 1951.